# L'architettura. Cronache e storia
L'architettura. Cronache e storia è stata una rivista mensile d'architettura fondata nel 1955 da Bruno Zevi.
Fino alla morte, il 9 gennaio 2000, Zevi ne rimase ininterrottamente il direttore.
Suo successore fu Furio Colombo che guidò la rivista fino alla definitiva chiusura nel 2005, dopo 50 anni e oltre 600 numeri pubblicati.
Numerosi editori si susseguirono alla pubblicazione del periodico: Fabbri Editori, Poligrafico dello Stato, Canal Stamperia. Nel 1999 Zevi ne affidò la pubblicazione alla Mancosu editore di Roma, che continuò a pubblicarla sino all'ultimo numero.